# Somatogyrus constrictus
Somatogyrus constrictus es una especie de molusco gasterópodo de la familia Hydrobiidae en el orden de los Mesogastropoda.

## Distribución geográfica
Es endémica de Estados Unidos.